# Zwitserse referenda 1971

De referenda in Zwitserland in 1971 vonden plaats op 7 februari en 6 juni 1971.

## Februari

### Referendum
Het eerste referendum van het jaar vond plaats op 7 februari 1971 en had als voorwerp de invoering van het actief en passief stemrecht voor vrouwen voor de federale parlementsverkiezingen. De Zwitserse bevolking en de kantons keurden de invoering van het vrouwenstemrecht goed met 621.109 stemmen voor (65,7%) en 323.882 stemmen tegen (34,3%). Opvallend was dat het vrouwenstemrecht hiermee werd goedgekeurd door een uitsluitend mannelijke kiesgerechtigde bevolking. Alle grote politieke partijen en de protestantse kerken hadden campagne gevoerd voor de invoering van het vrouwenstemrecht. Op kantonnaal niveau waren er nadien nog vijf kantons die geen vrouwenkiesrecht kenden. Bij een eerder referendum over de invoering van het vrouwenstemrecht in 1959 werd het vrouwenstemrecht nog weggestemd.

### Resultaat

Kaart van Zwitserland met de resultaten van het referendum van 7 februari 1971 over het vrouwenstemrecht.

| Keuze                  | Aantal stemmen | %    | Kantons | Kantons | Kantons |
| Keuze                  | Aantal stemmen | %    | Volle   | Halve   | Totaal  |
| ---------------------- | -------------- | ---- | ------- | ------- | ------- |
| Voor                   | 621.109        | 65,7 | 14      | 3       | 15,5    |
| Tegen                  | 323.882        | 34,3 | 5       | 3       | 6,5     |
| Blanco                 | 8.600          | –    | –       | –       | –       |
| Ongeldig               | 1.730          | –    | –       | –       | –       |
| Totaal                 | 955.321        | 100  | 19      | 6       | 22      |
| Geregistreerde kiezers | 1.654.708      | 57,7 | –       | –       | –       |

## Juni

### Referendum
Het tweede referendum vond plaats op 6 juni 1971. Er lagen twee voorstellen ter stemming. Het voorstel om een artikel in de Zwitserse Grondwet op te nemen ter bescherming van de mens en zijn natuurlijke omgeving werd goedgekeurd met 1.222.931 stemmen voor (92,7%) tegen 96.359 stemmen tegen (7,3%). Ook een voorstel om de financiën van de Confederatie uit te breiden werd goedgekeurd, met 930.878 stemmen voor (72,7%) tegen 348.702 stemmen tegen (27,3%).
Deze stembusgang was de eerste federale stembusgang in Zwitserland waaraan vrouwen mochten deelnemen.

### Resultaat
| Keuze                  | Aantal stemmen | %    | Kantons | Kantons | Kantons |
| Keuze                  | Aantal stemmen | %    | Volle   | Halve   | Totaal  |
| ---------------------- | -------------- | ---- | ------- | ------- | ------- |
| Voor                   | 200.485        | 52,5 | 13      | 4       | 15      |
| Tegen                  | 181.588        | 47,5 | 6       | 2       | 7       |
| Ongeldig/blanco        | –              | –    | –       | –       | –       |
| Totaal                 | 351.606        | 100  | 19      | 6       | 22      |
| Geregistreerde kiezers | 633.138        | –    | –       | –       | –       |